# Ventrosa
Ventrosa est une commune de la communauté autonome de La Rioja, en Espagne.